# 270 Anahita
270 Anahita је астероид главног астероидног појаса. Приближан пречник астероида је 50,78 km,
а средња удаљеност астероида од Сунца износи 2,198 астрономских јединица (АЈ).
Инклинација (нагиб) орбите у односу на раван еклиптике је 2,365 степени, а орбитални период износи 1190,761 дана (3,260 године). Ексцентрицитет орбите астероида износи 0,150.
Апсолутна магнитуда астероида износи 8,75 а геометријски албедо 0,216.
Астероид је откривен 8. октобра 1887. године.